# Tatiana Ovetxkina
Tatiana Ovetxkina (rus: Татьяна Николаевна Овечкина)  (Moscou, 19 de març de 1950) és una exjugadora de bàsquet russa que va competir sota bandera soviètica durant la dècada de 1970. És la mare del jugador d'hoquei sobre gel Aleksandr Ovetxkin.
El 1976 va prendre part en els Jocs Olímpics de Mont-real, on guanyà la medalla d'or en la competició de bàsquet. Quatre anys més tard, als Jocs de Moscou, revalidà la medalla d'or. En el seu palmarès també destaca la medalla d'or al Campionat del Món de bàsquet de 1975 i sis medalles d'or al Campionat d'Europa de bàsquet (1970, 1972, 1974, 1976, 1978 i 1980). Amb la selecció soviètica no va perdre cap partit oficial. A nivell de clubs jugà al ŽBK Dinamo de Moscou.
El 1976 va ser guardonada amb l'Orde de la Insígnia d'Honor i el 1980 amb l'Orde de l'Amistat dels Pobles.